# Ладыжина, Оксана Владимировна
Оксана Владимировна Ладыжина (род. 21 июля 1967 года) - российская легкоатлетка (марафон, ультрамарафон).

## Карьера

### Триатлон
Оксана родилась в Магнитогорске, где с 10 лет занималась плаванием у тренера Эдуарда Николаевича Брызглова. 
По окончании  начала работать , одновременно совершенствуясь в спорте. Стала мастером спорта международного класса по легкой атлетике, а затем и триатлону, рекордсменкой области в марафонском беге, чемпионкой России, призером чемпионатов СССР и Европы, а в 1996 чемпионкой мира по триатлону на ультрадистанции (плавание  - 7,6 км, велосипед  - 360 км и бег  - 84,4 км). 
За время учёбы в школе и в Магнитогорского индустриального техникума выполнила первый спортивный разряд. По распределению приехала в Оренбург, где стала работать в проектно-конструкторском институте "Оренбургпромстройпроект". Параллельно стала заниматься лёгкой атлетикой у тренера Ю.М. Варыханова, демонстрируя незаурядные способности. Тренер включил её в группу триатлетов и был убеждён в её хороших перспективах.
Путь к золотой медали чемпионки мира на ультрадаблдистанции был нелёгким. Сначала выступала в России, на первенствах Советского Союза на коротких дистанциях триатлона, потом появилась мечта попробовать себя в классическом.
В 1991 году её имя зазвучало на всесоюзном уровне, а в Европе Ладыжину узнали, когда она успешно выступила в 1993 году на чемпионате.
В 1995 году, участвуя в чемпионате Европы в Германии, Оксана заняла 10-е место в классическом триатлоне, а через месяц в Австрии уже 3-е. После этой победы Ладыжина решила проверить себя в труднейшем триатлоне ультрадаблдистанции.
Чемпионат мира проходил в 1996 г. в Литве, в г. Паневежисе. Нужно было непрерывно преодолеть первый этап — плавание 7 км 600 м на открытой воде. Закончив дистанцию вплавь, спортсмены сразу же уходили на велотрассу — 360 км (3 круга по 120 км), а часть дистанции предстояло пройти ночью.
Финишировала Оксана с мировым результатом — 24 часа 45 минут и 14 секунд.
После у Варыханова и Ладыжиной была другая цель — Олимпийские игры 2000 года в Австралии. Она — чемпионка мира — завоевала это право. Но после чемпионата в 1997 году, где Оксана завоевала бронзу, переживает тяжелейшую травму в результате ДТП. Велоспорт был противопоказан, а значит, и триатлон тоже.

### Ультрамарафон
Восстановившись после травмы, Оксана переходит на 100-километровый бег.
В 1998 году завоевала бронзу чемпионата России на дистанции 100 км. А осенью победила на сотне международного ультрамарафона «Кантабрия».
Бронзовый призёр чемпионата мира 1999 года в беге на 100 км.
В 2000 году завоевала серебро на сотне международного ультрамарафона «Кантабрия». 
В 2001 году завоёвывает серебро чемпионата России на дистанции 50 км. А также побеждает на сотне «Кантабрии». 
В 2002 году снова золото на сотне «Кантабрии». В 2003 году - очередная победа на «Кантабрии». После чемпионата мира 2003 года, где Оксана становится 13-й, спортсменка завершает карьеру.

### Учёба
Спорт успешно совмещала с учёбой на факультете физвоспитания в пединституте. Её дипломная работа — «Психофизические и физиологические аспекты подготовки триатлонистов международного класса».

### Трудовая деятельность
В настоящее время Оксана работает тренером-преподавателем в ДЮСШ «Газовик», где ведёт плавание у детей.